# Boulogne-la-Grasse
Boulogne-la-Grasse és un municipi francès, situat al departament de l'Oise i a la regió dels Alts de França. L'any 2007 tenia 424 habitants.

## Demografia

### Població
El 2007 la població de fet de Boulogne-la-Grasse era de 424 persones. Hi havia 159 famílies de les quals 43 eren unipersonals (12 homes vivint sols i 31 dones vivint soles), 54 parelles sense fills i 62 parelles amb fills.
La població ha evolucionat segons el següent gràfic:
Habitants censats

### Habitatges
El 2007 hi havia 200 habitatges, 161 eren l'habitatge principal de la família, 24 eren segones residències i 15 estaven desocupats. Tots els 200 habitatges eren cases. Dels 161 habitatges principals, 143 estaven ocupats pels seus propietaris, 11 estaven llogats i ocupats pels llogaters i 7 estaven cedits a títol gratuït; 7 tenien dues cambres, 25 en tenien tres, 42 en tenien quatre i 87 en tenien cinc o més. 117 habitatges disposaven pel capbaix d'una plaça de pàrquing. A 63 habitatges hi havia un automòbil i a 83 n'hi havia dos o més.

### Piràmide de població
La piràmide de població per edats i sexe el 2009 era:
| Homes | Edats   | Dones |
| ----- | ------- | ----- |
| 0     | 95 o +  | 4     |
| 0     | 90 a 94 | 0     |
| 4     | 85 a 89 | 4     |
| 4     | 80 a 84 | 12    |
| 8     | 75 a 79 | 8     |
| 8     | 70 a 74 | 8     |
| 8     | 65 a 69 | 20    |
| 24    | 60 a 64 | 4     |
| 12    | 55 a 59 | 16    |
| 16    | 50 a 54 | 12    |
| 4     | 45 a 49 | 4     |
| 8     | 40 a 44 | 4     |
| 16    | 35 a 39 | 8     |
| 4     | 30 a 34 | 0     |
| 12    | 25 a 29 | 4     |
| 4     | 20 a 24 | 0     |
| 4     | 15 a 19 | 4     |
| 0     | 10 a 14 | 4     |
| 4     | 5 a 9   | 8     |
| 12    | 0 a 4   | 4     |

## Economia
El 2007 la població en edat de treballar era de 228 persones, 175 eren actives i 53 eren inactives. De les 175 persones actives 165 estaven ocupades (94 homes i 71 dones) i 10 estaven aturades (3 homes i 7 dones). De les 53 persones inactives 18 estaven jubilades, 15 estaven estudiant i 20 estaven classificades com a «altres inactius».

### Ingressos
El 2009 a Boulogne-la-Grasse hi havia 170 unitats fiscals que integraven 454 persones, la mediana anual d'ingressos fiscals per persona era de 15.431 €.

### Activitats econòmiques
Dels 8 establiments que hi havia el 2007, 3 eren d'empreses de construcció, 1 d'una empresa de comerç i reparació d'automòbils, 1 d'una empresa d'hostatgeria i restauració i 3 d'empreses de serveis.
Dels 3 establiments de servei als particulars que hi havia el 2009, 1 era un paleta, 1 lampisteria i 1 empresa de construcció.
L'any 2000 a Boulogne-la-Grasse hi havia 8 explotacions agrícoles.

## Equipaments sanitaris i escolars
El 2009 hi havia una escola elemental integrada dins d'un grup escolar amb les comunes properes formant una escola dispersa.

## Poblacions més properes
El següent diagrama mostra les poblacions més properes.